# Rhaphium stackelbergi
Rhaphium stackelbergi är en tvåvingeart som beskrevs av Negrobov 1976. Rhaphium stackelbergi ingår i släktet Rhaphium och familjen styltflugor. Inga underarter finns listade i Catalogue of Life.